# Rytigynia mayumbensis
Rytigynia mayumbensis är en måreväxtart som beskrevs av Robyns. Rytigynia mayumbensis ingår i släktet Rytigynia och familjen måreväxter.
Artens utbredningsområde är Cabinda. Inga underarter finns listade i Catalogue of Life.